# Fumaria bracteosa
Fumaria bracteosa är en vallmoväxtart som beskrevs av Auguste Nicolas Pomel. Fumaria bracteosa ingår i släktet jordrökar, och familjen vallmoväxter. Inga underarter finns listade i Catalogue of Life.